# Península Antártica
La península Antártica es la porción de tierra más septentrional del continente antártico, que conforma una península prominente que desde su base se extiende en dirección norte y luego vira hacia el nordeste hasta rematar en la península Trinidad. Se encuentra en la Antártida Occidental, al sur de continente americano, rodeada por el mar de Bellingshausen al oeste y por el mar de Weddell al este, mar cuyo litoral está en gran parte bloqueado por la barrera de hielo Larsen. 
Al ser el territorio más septentrional del continente antártico es también el que mejores condiciones climáticas tiene con respecto al resto del continente. Por eso es el lugar con mayor densidad de bases antárticas. Por otra parte, es la región de la Antártida donde más se evidencian los efectos del cambio climático. La península tiene una superficie aproximada de 522 000 kilómetros cuadrados y está cubierta en un 80 % por una capa permanente de hielo.

## Toponimia

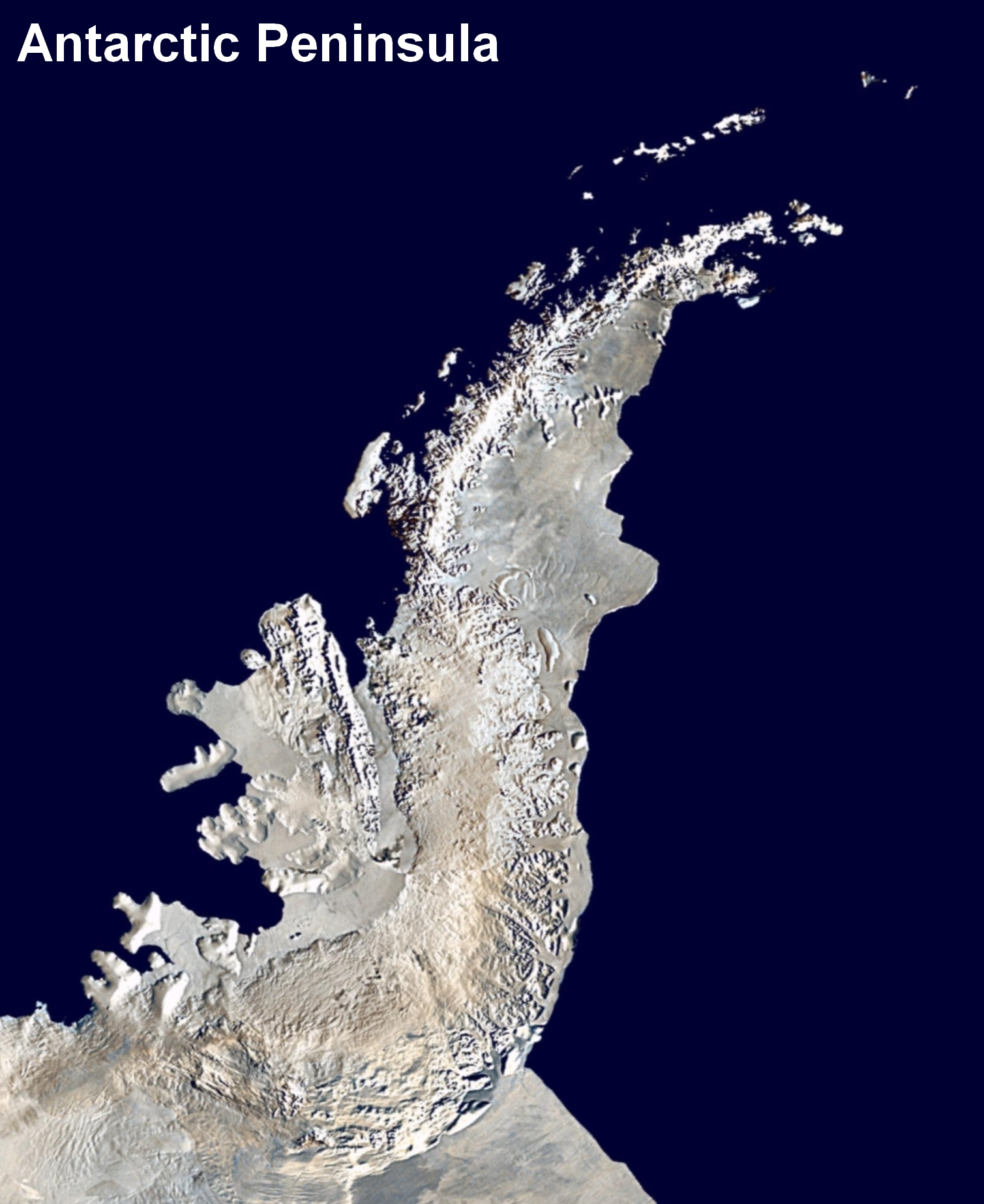
Imagen por satélite de la península Antártica.

Aunque el nombre península Antártica es el predominante en los países de lengua española, en Chile también se la conoce oficialmente como Tierra de O'Higgins en homenaje a Bernardo O'Higgins. En Argentina es referida en los mapas como Tierra de San Martín en homenaje a José de San Martín, nombre que figura en el Nomenclador Antártico Argentino.
La península completa era llamada Graham Land (traducido como: Tierra de Graham) por el Reino Unido, mientras que por los Estados Unidos era conocida como Palmer Land (traducido como: Tierra de Palmer). En 1964 el United Kingdom Antarctic Place-Names Committee y el Comité Consultivo sobre Nomenclatura Antártica (US-ACAN) de Estados Unidos acordaron que el nombre Graham Land se restringiera a la porción norte y estrecha de la península, y el nombre Palmer Land quedara para su sector sur y más ancho. El límite entre ambas porciones está dado por una línea entre el cabo Jeremy y el cabo Agassiz.

## Base

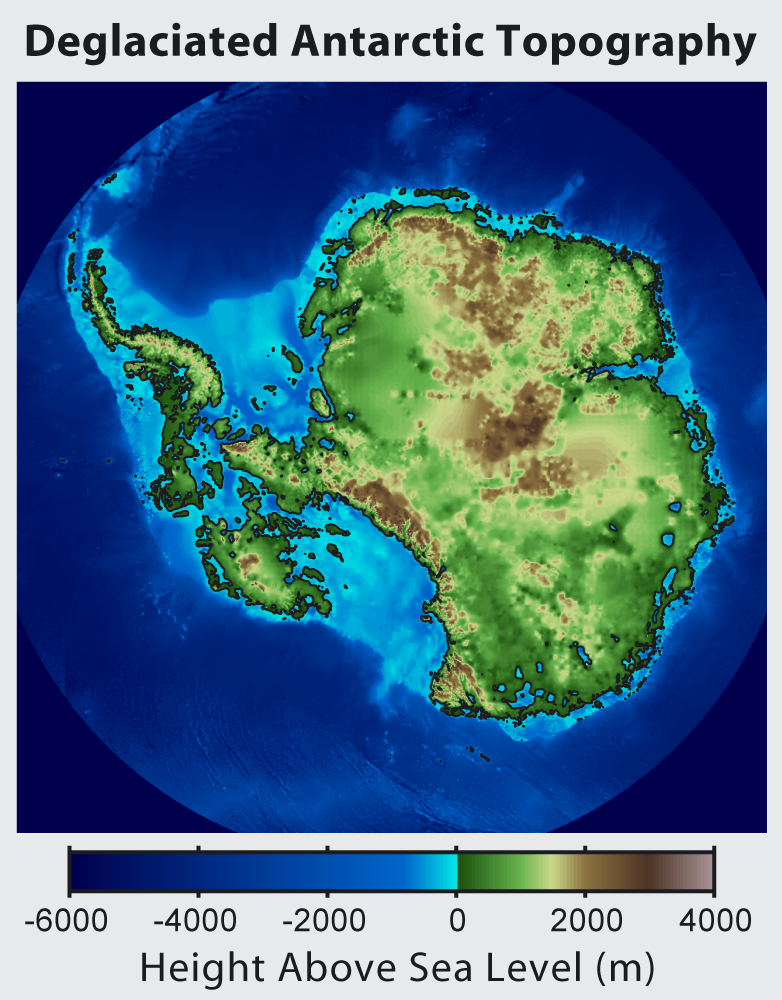
Mapa topográfico de la Antártida si se elimina la capa de hielo y teniendo en cuenta el ajuste postglacial y el aumento del nivel del mar. Se observa la península Antártica como una isla.

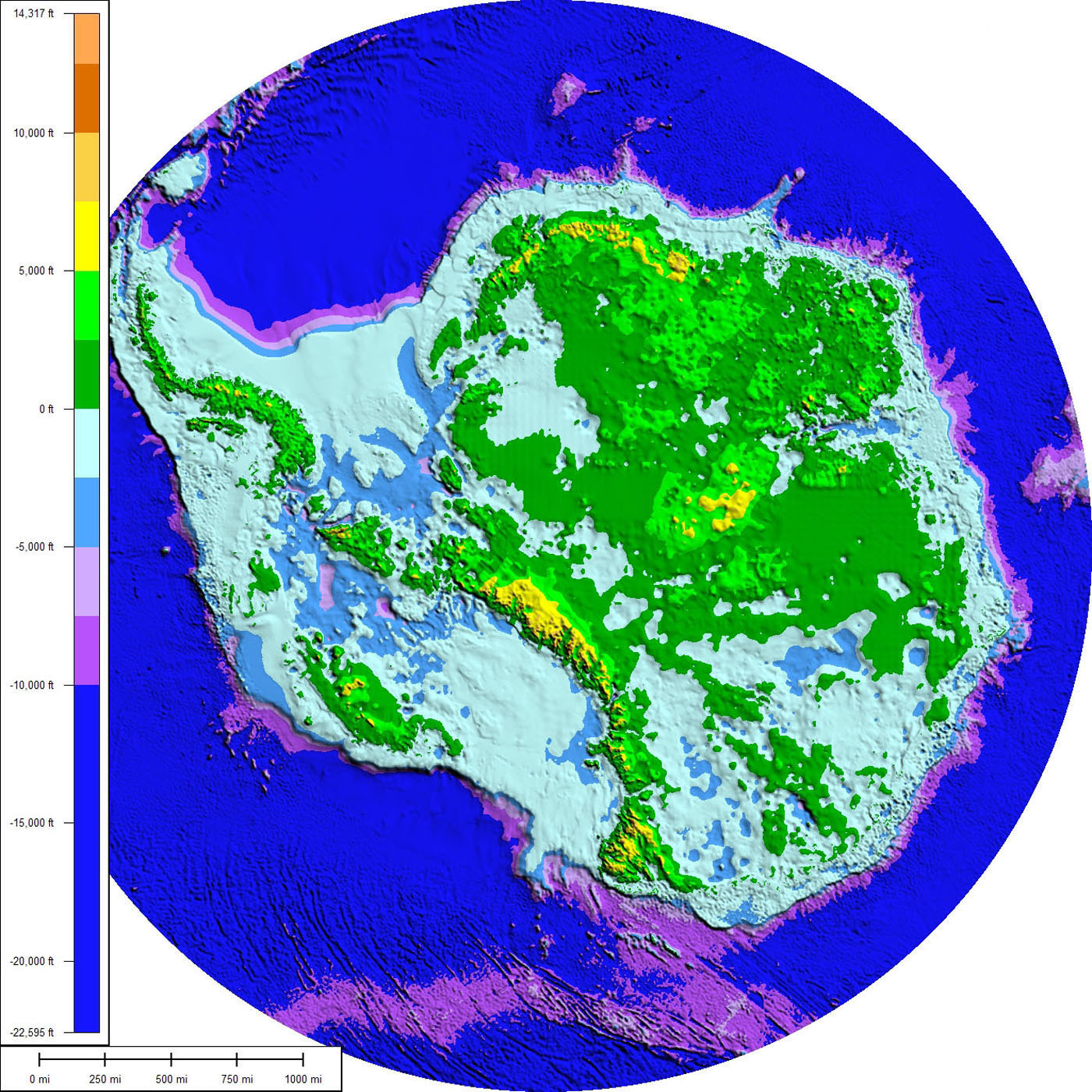
Mapa topográfico de la Antártida mostrando las áreas que están por encima del nivel del mar sin la calota de hielo. Se observa la península antártica como una isla.

De acuerdo a la base de datos del Comité Científico para la Investigación en la Antártida (SCAR), que registra los topónimos antárticos publicados por diversos países, la base de la península Antártica es definida por el US-ACAN de Estados Unidos como la línea de unos 350 km que une el cabo Adams (75°04′S 62°20′O / -75.067, -62.333) en la península Bowman en la barrera de hielo Filchner-Ronne sobre el mar de Weddell, y un punto (73°24′S 72°00′O / -73.400, -72.000) de la costa English al sur de las islas Eklund en el mar de Bellingshausen. Esta definición tiene en cuenta la línea aproximada en que la península Antártica se desprende de la barrera de hielo y se extiende hacia el norte unos 800 km y luego vira hacia el nordeste por unos 550 km. 
El otro país que el SCAR registra definiendo la base de la península Antártica es el Reino Unido, que hasta 2009 acordó con la definición estadounidense, pero que para reflejar con más exactitud la extensión de la península e incluir un sector sin denominación, movió unos 300 km hacia el sur los límites de la península y de la Tierra de Palmer a la línea de unos 420 km que une la península Rydberg (73°10′S 79°45′O / -73.167, -79.750) en el mar de Bellingshausen con la línea de conexión a tierra de la corriente de hielo Evans (aprox. 76°34′S 75°00′O / -76.567, -75.000) en la costa Zumberge, que corre entre el cabo Zumberge y la elevación de hielo Fowler en la barrera de hielo Filchner-Ronne.
Las investigaciones de la topografía subglacial muestran que la base de la península Antártica está por debajo del nivel del mar, por lo que si se retirara la calota de hielo la península sería una gran isla. Aun incluso considerando el aumento del nivel del mar que un derretimiento del hielo produciría, y el ajuste postglacial que en un período de varios miles de años elevaría el nivel del terreno libre del peso de los hielos, las investigaciones muestran que la península es una isla.

## Reclamaciones territoriales
Argentina reclama la mayor parte de la península, incluyéndola en el departamento Antártida Argentina dentro de la provincia de Tierra del Fuego, Antártida e Islas del Atlántico Sur. Para Chile, como parte del Territorio Chileno Antártico, forma parte de la comuna Antártica de la provincia Antártica Chilena dentro de la Región de Magallanes y de la Antártica Chilena. Para el Reino Unido integra el Territorio Antártico Británico. Las tres reclamaciones están sujetas a las disposiciones del Tratado Antártico.

## Historia
Si bien no hay certeza de quienes realizaron el primer avistamiento de la península Antártica, el primero que quedó registrado ocurrió en 1819, durante la expedición del explorador estadounidense Nathaniel Palmer. 
El primer avistamiento más probable de la Península Antártica, y por lo tanto también de cualquier parte del continente antártico, fue el 27 de enero de 1820 por una expedición de la Armada Imperial Rusa dirigida por Fabian Gottlieb von Bellingshausen. Sin embargo, el grupo no reconoció como continente lo que creían que era un campo de hielo cubierto de pequeños montículos.
Tres días después, el 30 de enero de 1820, Edward Bransfield y William Smith, con una expedición británica, fueron los primeros en cartografiar parte de la Península Antártica. Esta zona se llamaría posteriormente Península de la Trinidad y constituye el extremo noreste de la península. El siguiente avistamiento confirmado fue en 1832 por John Biscoe, un explorador británico, quien bautizó la parte norte de la Península Antártica como Tierra de Graham.
También se discute quién fue el primer europeo en desembarcar en el continente. Un cazador de focas del siglo XIX, John Davis, fue casi con certeza el primero. Sin embargo, los cazadores de focas mantenían el secreto sobre sus movimientos y sus bitácoras eran deliberadamente poco fiables para proteger de la competencia cualquier nueva zona de caza de focas.
Entre 1901 y 1904, Otto Nordenskjöld lideró la Expedición Antártica Sueca, una de las primeras expediciones en explorar partes de la Antártida. Desembarcaron en la Península Antártica en febrero de 1902 a bordo del buque Antarctic, que se hundió cerca de la península. Toda la tripulación fue rescatada por un barco argentino Corbeta Uruguay. La expedición británica a la Tierra de Graham, entre 1934 y 1937, realizó reconocimientos aéreos con un avión De Havilland Fox Moth y concluyó que la Tierra de Graham no era un archipiélago, sino una península.
El 21 de julio de 1908 el Reino Unido anunció oficialmente sus reclamos a todas las tierras dentro de los meridianos 20°O a 80°O al sur del paralelo 50°S, que en 1917 trasladó al sur del paralelo 58°S debido a que con ese reclamo se incluía parte de la Patagonia.
El 7 de septiembre de 1939 se decretaron los límites de la Antártica Chilena, los cuales fueron oficializados en el decreto N.º 1747 del 6 de noviembre de 1940. 

Forman la Antártica Chilena o Territorio Chileno Antártico, todas las tierras, islas, islotes, arrecifes, glaciares y demás conocidos y por conocer, y el mar territorial respectivo, existentes dentro de los límites del casquete constituido por los meridianos 53°, longitud oeste de Greenwich, y 90°, longitud oeste de Greenwich.

En enero de 1942 Argentina declaró sus derechos antárticos entre los meridianos 25°O y 68°24′ O (el de punta Dungeness). El 2 de septiembre de 1946 el decreto N.° 8944 fijó nuevos límites para la Antártida Argentina entre los meridianos 25° y 74° (el del extremo oriental de las islas Sandwich del Sur) de longitud Oeste. Finalmente el decreto-ley N.º 2129, del 28 de febrero de 1957, estableció los límites definitivos entre los meridianos 25° y 74° Oeste y el paralelo 60° de latitud Sur.
Chile y la Argentina firmaron el 14 de marzo de 1948 un mutuo acuerdo en la protección y defensa jurídica de los derechos territoriales entre los meridianos 25° y 90° de longitud Oeste, en cuyos territorios se reconocían ambas derechos soberanos sobre la Antártida Sudamericana.
El 18 de febrero de 1948 se inauguró la primera base chilena en la Antártida continental, la base General Bernardo O'Higgins, fundada por el presidente Gabriel González Videla.
En 1951 se inauguró la primera base argentina en la Antártida continental, el Destacamento Naval Almirante Brown. Al año siguiente se inauguró el Destacamento Naval Esperanza.
En 1952 y 1953 los gobiernos de los estados de Argentina y Chile acordaron un entendimiento por el cual coordinaron acciones contra las pretensiones del Reino Unido de modo que las zonas de reclamaciones translapadas (un triángulo curvo al sur del paralelo 60°S y entre los meridianos 53°O y 74°O y el Polo Sur) entre los dos estados del Cono Sur quedaron sujetas a la cooperación entre ambos estados y en la perspectiva de una soberanía condominial, quedaba refrendada una acción cooperativa de beneficios mutuos entre ambos estados del Cono Sur.
El 1 de diciembre de 1959 fue firmado el Tratado Antártico por la Argentina, Australia, Bélgica, Chile, Estados Unidos, Francia, Gran Bretaña, Japón, Nueva Zelanda, Noruega, Sudáfrica, y Unión Soviética, entrando en vigor el 23 de junio de 1961.
En su artículo 1 declara: 

La Antártida se utilizará exclusivamente para fines pacíficos. Se prohíbe entre otras, toda medida de carácter militar, tal como el establecimiento de bases y fortificaciones militares, la realización de maniobras militares, así como los ensayos de toda clase de armas. El presente Tratado no impedirá el empleo de personal o equipos militares, para investigaciones científicas o para cualquier otro fin pacífico.

Y en su artículo 4: 

Ningún acto o actividad que se lleve a cabo mientras el presente Tratado se halle en vigencia constituirá fundamento para hacer valer, apoyar o negar una reclamación de soberanía territorial en la Antártida, ni para crear derechos de soberanía en esta región. No se harán nuevas reclamaciones anteriormente hechas valer, mientras el presente Tratado se halle en vigencia.

En julio de 2003 Chile y la Argentina comenzaron a refaccionar un antiguo refugio argentino llamado Abrazo de Maipú, a medio camino entre las bases O'Higgins, de Chile y Esperanza, de la Argentina para utilizarlo entre los dos países, reanudando así oficialmente la cooperación de ambos estados en el sector antártico.

## Geografía

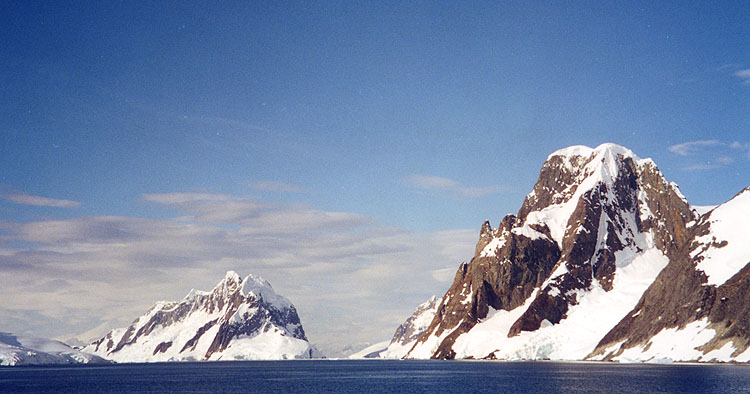
Monte Scott situado en el lado occidental de la península Antártica.

Tiene forma de una S alargada y su eje mayor está definido por un cordón montañosos conocido como Antartandes. Este cordón recibe tal denominación, ya que se considera que el mismo es una continuación de cordillera de los Andes, siendo su nexo submarino la dorsal del Scotia, cuyos afloramientos sobre el nivel del océano Atlántico son las Antillas del Sur. La altura máxima de los Antartandes es el monte Coman, de 3657 m, ubicado en el segmento montañoso llamado montes de la Eternidad; se destaca también el monte Esperanza, con 2860 m. Desde los Antartandes se extiende una ramificación hacia el suroeste conocida como montes Ellsworth, una cordillera baja y en gran medida subglaciar que une a los Antartandes con la otra gran cordillera antártica, los montes Transantárticos.
Las costas de la península Antártica son muy accidentadas, abundando los fiordos y las bahías, tanto por la actividad erosiva glaciar como por la presencia de vulcanismo activo (en el estrecho de Bransfield o mar de la Flota existen volcanes submarinos activos). Al este de la península Antártica se encuentra, también convergiendo en el mar de Weddell, la barrera de hielo Larsen, una barrera glaciar que se encuentra sometida a un fuerte retroceso debido al recalentamiento global. De hecho, los sectores conocidos como Larsen A y Larsen B prácticamente han desaparecido por completo desde principios de la década de 1990.
Adyacentes a la península Antártica hay una gran cantidad de archipiélagos e islas, sobre todo frente a las costas del norte y del oeste. Estos se distribuyen de la siguiente manera:
- Al norte:
  - Islas Shetland del Sur

- Al oeste:
  - Archipiélago Palmer
  - Islas Biscoe
  - Isla Adelaida
  - Isla Alejandro I

- Al este:
  - Isla D'Urville
  - Isla Joinville
  - Isla Dundee
  - Isla Vega
  - Isla James Ross
  - Isla Robertson
  - Isla Hearst
  - Isla Ewing
  - Isla Dolleman
  - Isla Steele
  - Isla Butler

Todas las costas de la península Antártica reciben nombres, encadenándose por su parte oeste desde la base hasta la península Trinidad (o Luis Felipe), que es la punta de la península Antártica: costa English (o Robert English), costa Rymill, costa Fallières, costa Loubet, costa de Graham, costa Danco, costa Palmer (o Davis). Por su lado este desde la punta hacia la base: costa Nordenskjöld, costa Oscar II (u Óscar II), costa Foyn, costa Bowman, costa Wilkins, costa Black, costa Lassiter, costa Orville y parte de la costa Zumberge.

## Estaciones de investigación científica
Por su ubicación más cercana y accesible al resto de los continentes (en particular con América del Sur), por su clima, configuración de las costas y cantidad de zonas libres de hielo, la parte norte y oeste de la península, junto a sus islas adyacentes, es la región de la Antártida que alberga la mayor cantidad de bases, instaladas por gran cantidad de países. En la base Esperanza de la República Argentina, situada en la península Antártica, parte del personal que cumple funciones en ella (generalmente por un año) está acompañado de sus familiares. Un caso similar existe en la vecina isla Rey Jorge (o 25 de Mayo) con Villa Las Estrellas de la República de Chile .

## Flora y fauna

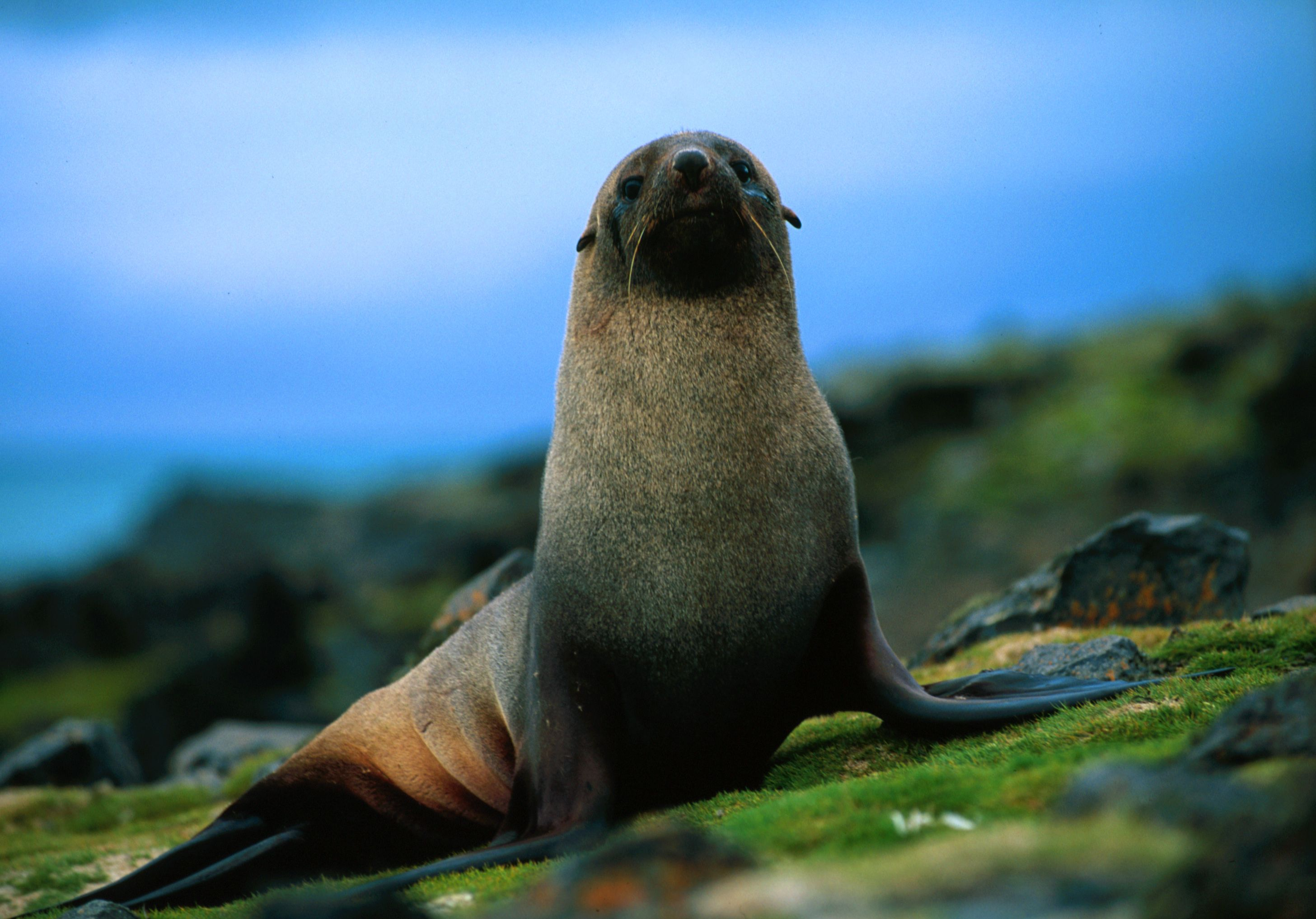
El lobo fino antártico, una vez reducido a una pequeña población en la South Georgia tras ser cazado hasta su extinción, ha regresado a las aguas que rodean la Península Antártica.

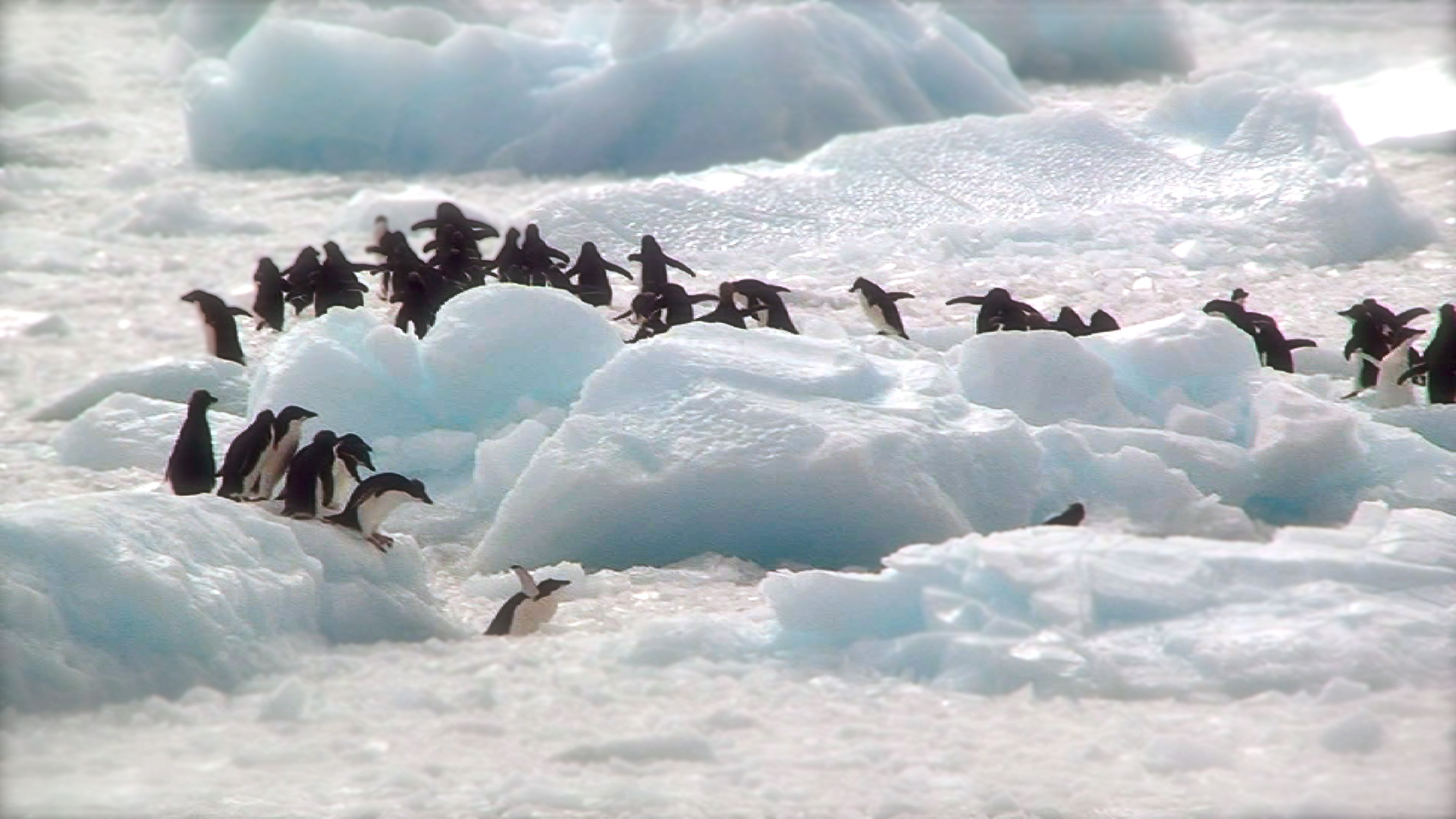
Pingüinos de Adelaida, 2012.

Las costas de la península tienen el clima más suave de la Antártida y las rocas cubiertas de musgo y liquen están libres de nieve durante los meses de verano, aunque el tiempo sigue siendo intensamente frío y la estación de crecimiento muy corta. En la actualidad, la vida vegetal se compone principalmente de musgos, líquenes y algas adaptados a este duro entorno, prefiriendo los líquenes las zonas más húmedas del paisaje rocoso. Los líquenes más comunes son las especies Usnea y Bryoria. Las dos especies de plantas con flores de la Antártida, la hierba cabelluda antártica (Deschampsia antarctica) y la hierba perlera antártica (Colobanthus quitensis) se encuentran en las partes septentrional y occidental de la Península Antártica, incluidas las islas costeras, donde el clima es relativamente suave.  La isla Lagotellerie en bahía Margarita es un ejemplo de este hábitat.
Rusavskia elegans y Caloplaca son líquenes costrosos visibles en las rocas costeras.
El krill antártico se encuentra en los mares que rodean la península y el resto del continente. La foca cangrejera pasa la mayor parte de su vida en las mismas aguas alimentándose de krill. El nototen calvo es un pez criopelágico que vive a temperaturas bajo cero alrededor de la península. Las vocalizaciones del rorcual boreal se pueden escuchar emanando de las aguas que rodean la Península Antártica.
Entre las ballenas se encuentran el rorcual aliblanco antártico, el rorcual aliblanco y la orca.
Los animales de la Antártida viven de los alimentos que encuentran en el mar -no en tierra- e incluyen aves marinass, focass y pingüinoss. Entre las focas se encuentran: foca leopardo (Hydrurga leptonyx), foca de Weddell (Leptonychotes weddellii), el enorme elefante marino del sur (Mirounga leonina), y foca cangrejera (Lobodon carcinophagus).
Las especies de pingüinos que se encuentran en la península, especialmente cerca de la punta y las islas circundantes, incluyen el pingüino barbijo, el pingüino emperador, el pingüino papúa y el pingüino Adelia. La isla Petermann es la colonia de pingüinos papúa más meridional del mundo. Las rocas expuestas de la isla son uno de los muchos lugares de la península que proporcionan un buen hábitat para rookeries. Los pingüinos regresan cada año y pueden alcanzar poblaciones de más de diez mil ejemplares. De ellos, los más comunes en la Península Antártica son el barbijo y el papúa, siendo la única colonia reproductora de pingüinos emperador en la Antártida Occidental una población aislada en la isla Dion, en bahía Margarita, en la costa oeste de la península. La mayoría de los pingüinos emperador se reproducen en la Antártida Oriental.
Entre las aves marinas del Océano Antártico y de la Antártida Occidental que se encuentran en la península figuran: el fulmar austral (Fulmarus glacialoides), el petrel gigante austral carroñero (Macronectes giganteus), el petrel del Cabo (Daption capense), el petrel de las nieves (Pagodroma nivea), el pequeño paíño de Wilson (Oceanites oceanicus), el cormorán imperial (Phalacrocorax atriceps), el peto nival (Chionis alba), el gran skua polar del sur (Catharacta maccormicki), el págalo pardo (Catharacta lönnbergi), la gaviota cocinera (Larus dominicanus) y el charrán antártico (Sterna vittata). El cormorán imperial es un cormorán nativo de muchas islas subantárticas, la Península Antártica y el sur de Sudamérica.
También están presentes el petrel antártico, el cormorán antártico, el pingüino rey, el pingüino macaroni y el charrán ártico.